# Hussein Ismail Al-Sadr
Ajatollah Faqih Seyyed Hussein Ismail al-Sadr (arabisch السيد حسين إسماعيل) aus Bagdad, Irak, ist ein schiitischer Geistlicher und Rechtsgelehrter. Er ist Leiter des Ayatollah Seyyed Hussain Ismail al Sadr Foundation Trust in Bagdad, der sich für humanitäre Projekte, für Entwicklung sowie Frieden und Versöhnung im Irak engagiert.
Er war einer der 138 Unterzeichner des offenen Briefes Ein gemeinsames Wort zwischen Uns und Euch (engl. A Common Word Between Us & You), den Persönlichkeiten des Islam an „Führer christlicher Kirchen überall“ (engl. „Leaders of Christian Churches, everywhere …“) sandten (13. Oktober 2007).
2009 wurde er in der Liste der 500 einflussreichsten Muslime des Prinz-al-Walid-bin-Talal-Zentrums für muslimisch-christliche Verständigung der Georgetown University und des Royal Islamic Strategic Studies Centre von Jordanien aufgeführt.

## Video
- youtube.com (Interview mit Seyyed Hussein Ismail Al-Sadr)
- youtube.com (Hussein Ismail Al-Sadr im Kulturzentrum Salam House der Foundation for Humanitarian Dialogue in London)